# Carl Gibson (Biathlet)
Carl Gibson (* 27. Mai 1988) ist ein ehemaliger britischer Biathlet.

## Karriere
Carl Gibson startete für die Royal Electrical and Mechanical Engineers der British Army. 2010 nahm er in Pokljuka erstmals an Wettbewerben des IBU-Cups teil und wurde in seinen ersten Sprints 67. und 56. Der 56. Rang wurde auch gleichzeitig das beste Ergebnis Gibsons in der zweithöchsten Rennserie des Biathlonsports. Erstes Großereignis wurden die Biathlon-Europameisterschaften 2011 in Ridnaun, wo der Brite 42. des Einzels wurde und damit sein generell bestes Resultat einfuhr, 63. des Sprints und mit Pete Beyer, Ben Woolley und Simon Allanson 17. im Staffelrennen wurde. Sein Debüt im Weltcup gab er kurz darauf, als er bei den Weltmeisterschaften im Einzel starten durfte und 104. wurde. Im Laufe der Saison 2011/12 startete der Brite noch drei weitere Male in einem Staffelrennen des Weltcups, kam dort aber in keinem Einzelrennen zum Einsatz. In der Saison 2012/13 ging Gibson nur noch bei den Wettkämpfen in Osrblie an den Start.
National gewann Gibson 2010 seine ersten Medaillen. Mit der Staffel seines Regiments wurde er ebenso wie in der Teamwertung und der Militärpatrouille Dritter. 2011 kamen im Einzel ein dritter Rang hinter Paul Birmingham und Marc Walker hinzu, zudem wurde er erneut Staffeldritter und Zweiter in der Teamwertung und gewann mit Reg Gentry, Ash Allen und Jim Bowen den Titel in der Militärpatrouille. 2012 und 2013 holte Gibson in den Mannschaftsbewerben und im Massenstart seine letzten Medaillen. Nach den Meisterschaften 2013 beendete er schließlich auch seine nationale Karriere.

## Statistiken

### Biathlon-Weltcup-Platzierungen
Die Tabelle zeigt alle Platzierungen (je nach Austragungsjahr einschließlich Olympische Spiele und Weltmeisterschaften).
- 1.–3. Platz: Anzahl der Podiumsplatzierungen
- Top 10: Anzahl der Platzierungen unter den ersten zehn (einschließlich Podium)
- Punkteränge: Anzahl der Platzierungen innerhalb der Punkteränge (einschließlich Podium und Top 10)
- Starts: Anzahl gelaufener Rennen in der jeweiligen Disziplin

| Platzierung         | Einzel | Sprint | Verfolgung | Massenstart | Staffel | Gesamt |
| ------------------- | ------ | ------ | ---------- | ----------- | ------- | ------ |
| 1. Platz            |        |        |            |             |         |        |
| 2. Platz            |        |        |            |             |         |        |
| 3. Platz            |        |        |            |             |         |        |
| Top 10              |        |        |            |             |         |        |
| Punkteränge         |        |        |            |             | 3       | 3      |
| Starts              | 1      |        |            |             | 3       | 4      |
| Stand: Karriereende |        |        |            |             |         |        |

### Biathlon-Weltmeisterschaften
Ergebnisse bei den Weltmeisterschaften:
| Weltmeisterschaften | Weltmeisterschaften | Einzelwettbewerbe | Einzelwettbewerbe | Einzelwettbewerbe | Einzelwettbewerbe | Staffelwettbewerbe | Staffelwettbewerbe |
| Jahr                | Ort                 | Einzel            | Sprint            | Verfolgung        | Massenstart       | Herrenstaffel      | Mixedstaffel       |
| ------------------- | ------------------- | ----------------- | ----------------- | ----------------- | ----------------- | ------------------ | ------------------ |
| 2011                | Chanty-Mansijsk     | 104.              | –                 | –                 | –                 | –                  | –                  |